# Christian von Wernich
Christian Federico von Wernich (né le 27 mai 1938 à San Isidro, Buenos Aires) est un prêtre catholique argentin qui exerça les fonctions d'aumônier de la police de la province de Buenos Aires pendant la dictature militaire de 1976-1983. Incarcéré depuis 2003 pour avoir participé à des crimes contre l'humanité dans les centres clandestins de détention de Puesto Vasco, Coti Martínez et du Pozo de Quilmes, il fut condamné le 9 octobre 2007 à la réclusion à perpétuité sur ces chefs d'accusation. Son frère, Guillermo von Wernich, a été pilote de Turismo Carretera.

## Témoignage
Von Wernich a rejeté les accusations et soutenu que, même s'il s'était bien rendu dans ces centres de détention, il n'avait jamais remarqué qu'aucune violation des droits de l'homme y fût commise. Néanmoins le nom de Von Wernich figure dans plusieurs témoignages recueillis dans le document Nunca Más (Jamais plus) de la Commission nationale sur la disparition de personnes (la CONADEP) qui le mettent en cause. Un membre de la police rapporte entre autres : 

« On descend les trois corps des anciens guérilleros qui à ce moment-là étaient encore vivants. On les jette tous les trois sur l'herbe, le médecin applique à chacun deux piqûres dans le cœur, avec un liquide rougeâtre qui était un poison. Deux meurent, mais le médecin les donne tous les trois pour morts. On les charge dans une camionnette de la brigade et on les porte à Avellaneda. Nous sommes allés nous laver et changer de vêtements parce que nous étions trempés de sang. Le père Von Wernich est parti dans un autre véhicule. Immédiatement nous allons au siège de la police où nous attendaient le Commissaire général Etchecolatz, le père Christian Von Wernich et tous les membres des groupes qui avaient participé à l'opération. Là Von Wernich, le prêtre, me parle sur un ton particulier de l'impression que m'avait laissée ce qui était arrivé ; il me dit que ce que nous avions fait était nécessaire, qu'il s'agissait d'un acte patriotique et que Dieu savait que c'était pour le bien du pays. Ce sont là les propres paroles qu'il a tenues. »

## Déroulement du procès
Le juge fédéral Arnaldo Corazza de La Plata recueillit les témoignages qui situèrent von Wernich dans trois lieux de détentions illégaux (Puesto Vasco, Coti Martinez et Pozo de Quilmes), et ordonna son arrestation le 25 septembre 2003, après que le prêtre eut été découvert au Chili, dans la ville côtière d'El Quisco, sous la fausse identité de Christian Gonzalez, curé de paroisse dans cette commune.
Le 5 juillet 2007 s'ouvrit son procès. La Cour fédérale orale no 1 de La Plata, chargée de l'affaire, était composée des docteurs Carlos Rozanski, Norberto Lorenzo et Horacio Isaurralde.Le même tribunal devait juger l'ex-directeur des recherches de la police de Buenos Aires, Miguel Etchecolatz. Environ 120 témoins furent cités par le ministère public. Von Wernich était accusé de participation à sept meurtres et de 41 cas de privation illégale de liberté et de tortures physiques et psychologiques. Les audiences eurent lieu dans la ville de La Plata (Calle 8e / 50 et 51). 
Lors de la sixième audience, le 23 juillet, l'une des victimes de von Wernich, Isidoro Graiver (frère de David Graiver, le propriétaire de la papeterie Papel Prensa), qui avait été détenu dans le centre clandestin de Puesto Vasco, identifia Alberto Rodríguez Varela, ancien ministre de la Justice du général Videla, comme ayant participé à l'interrogatoire réalisé par Ramón Camps ; à la suite de cette déclaration, une enquête fut ouverte sur Varela et d'autres civils qui avaient trempé dans la répression illégale et les tortures. Ainsi était ouvert un nouveau champ dans les recherches qui étaient centrées jusque-là sur les membres des forces armées.
Dans ses déclarations faites le mardi 7 août de la même année, le témoin Ruben Schell identifia le prêtre Christian von Wernich comme l'ancien aumônier de la police de Buenos-Aires qui l'avait interrogé et torturé psychologiquement pendant les 102 jours au cours desquels il était resté séquestré dans le centre de détention clandestin de la Brigade de recherche de Quilmes, connu sous le nom de « Pozo de Quilmes ». Il fut le premier témoin à avoir accusé le prêtre d'être directement responsable de tortures et de privations illégales de liberté.
Le 9 octobre 2007, Wernich fut reconnu coupable de 34 cas de privation illégale de liberté, de 31 cas de torture et de sept homicides qualifiés, et fut condamné à la réclusion perpétuelle et à l'interdiction perpétuelle d'exercer toute fonction publique. La cour jugea que ces crimes avaient été perpétrés dans le contexte du génocide qui avait eu lieu pendant la dernière dictature en Argentine.

### Source de traduction
- (es) Cet article est partiellement ou en totalité issu de l’article de Wikipédia en espagnol intitulé « Christian von Wernich » (voir la liste des auteurs).